# 아리스타 네트웍스
아리스타 네트웍스(Arista Networks, 이전 사명: 아라스트라, Arastra)는 캘리포니아주 샌타클래라에 본산을 둔 미국의 컴퓨터 네트워크 기업이다. 이 기업은 멀티레이어 네트워크 스위치를 대형 데이터 센터, 클라우드 컴퓨팅, 고성능 컴퓨팅 등의 환경을 위한 소프트웨어 정의 네트워킹(SDN)에 전달한다. 이 제품들은 10/25/40/50/100기가비트 이더넷의 낮은 레이턴시의 컷스루 스위치를 판매한다. 아리스타의 자체 리눅스 기반 네트워크 운영 체제인 EOS(Extensible Operating System)가 자사의 모든 아리스타 제품들에서 구동한다.